# Moloko
Moloko (/məˈlʲoʊkoʊ/) fue una banda irlandesa-británica de música electrónica, house, disco, dance y trip-hop, procedente de Sheffield, South Yorkshire, Inglaterra. Formado en 1994 por Róisín Murphy y Mark Brydon, la banda originalmente era un dúo de música underground, en el cual ambos miembros estaban en una relación amorosa, hasta que en 2000 ingresaron tres miembros más. La banda se separó en 2004 tras acabar la gira de su cuarto álbum. En 2006 se reúnen otra vez, y desde entonces la banda se mantiene inactiva.

## Origen del nombre de la banda
El nombre de la banda se origina de la jerga Nadsat de la novela La naranja mecánica de Anthony Burgess, la cual significa leche (de la palabra eslava para leche молоко); exactamente, es el nombre de una bebida láctea que Alex y sus "drugos" consumen mezclada con narcóticos.

## Historia
A principios de la década de 1990, Mark Brydon era ya reconocido dentro del ambiente de electrónica y dance en Europa. Durante una fiesta privada en Sheffield conoció a Róisín Murphy, quien no había tenido experiencia profesional como cantante. Cuentan [¿quién?] que Murphy se acercó a Brydon pronunciando la frase: "¿te gusta mi suéter ajustado? (Do you like my tight sweater?), ¡mira como se ajusta a mi cuerpo!".[cita requerida] Esa frase se convertiría en el nombre del primer álbum de la banda (Do You Like My Tight Sweater 1995) bajo el sello discográfico Echo Records, para entonces Róisín y Mark también eran pareja sentimental. El álbum llamó la atención de la escena "underground" europea vendiendo 250.000 unidades a nivel mundial. El sonido del álbum fue relacionado con bandas como Massive Attack y Portishead, pero con un sentido del humor particular, combinando elementos de dance, funk y lo que se conoce como Trip Hop. El álbum sería lanzado al mercado de Estados Unidos un año después, popularizándose por la canción "Fun for Me" la cual sonó en las radios estadounidenses e hizo parte de la banda sonora de la película Batman y Robin.
Su segundo álbum, I'm Not a Doctor, lanzado en 1998 con el mismo sello discográfico, sería reconocido por el sencillo "Sing It Back" que se convirtió en un hit internacional. El álbum llamó la atención de la escena underground europea vendiendo 250.000 unidades a nivel mundial.
En 2000 Moloko lanza su tercer álbum titulado Things to Make and Do. Las canciones "The Time Is Now", "Pure Pleasaure Seeker" e "Indigo" se convirtieron en éxitos.
En 2001 es lanzado al mercado un álbum especial de remixes de diferentes artistas a partir de los éxitos de Moloko. El álbum se titula All Back to the Mine e incluye artistas como Matthew Herbert, Pizzicato Five y Mousse T., entre otros.
En 2003 el álbum Statues sería lanzado después de que la relación entre Róisín y Mark terminara. La banda realizó un tour promocional del disco y en 2004 lanzaron el DVD 11.000 Clicks, el cual incluye los éxitos de su carrera interpretados en vivo.
Después de concluir la promoción del álbum Statues la banda se separó definitivamente y Róisín inició su carrera en solitario.
En 2006 Echo Records lanzó un álbum recopilatorio de la desaparecida banda llamado Catalogue.

## Discografía

### Álbumes de estudio
- Do You Like My Tight Sweater? - 1995
- I Am Not a Doctor - 1998
- Things to Make and Do - 2000
- Statues - 2003

### Remixes y recopilatorios
- All Back to the Mine - 2001
- Catalogue - 2006

### Álbumes en vivo
- 11,000 Clicks - 2004

### Singles y EP
- Where Is the What If the What Is in Why? - 1995
- The Moloko EP - 1995
- Dominoid - 1996
- Fun for Me - 1996
- Day for Night - 1996
- Sing It Back - 1998
- Sing It Back (Boris Musical Mix) - 1998
- The Time Is Now - 2000
- Pure Pleasure Seeker - 2000
- Indigo - 2000
- Familiar Feeling - 2003
- Forever More - 2003
- Cannot Contain This - 2003
- A Style Suite - 2005